# ギガ
ギガ（giga、記号:G）は国際単位系 (SI) におけるSI接頭語の1つで、基礎となる単位の109（＝十億）倍の量であることを示す。
国際単位系 (SI) の制定時（1960年）にSI接頭語として定められたもので、古代ギリシア語で「巨人」を意味する γίγας (gigas) に由来する。初出は1947年の第14回国際純正・応用化学連合 (IUPAC) 総会の報告書の "The following prefixes to abbreviations for the names of units should be used（単位名の略語に次の接頭語を使用する必要がある）: G giga 109×." という記述である。

## 英語における発音
英語においては、giga は、「固いg」(hard g) による[ˈɡɪɡə]（ギガ）とも「柔らかいg」(soft g) による[ˈdʒɪɡə]（ジガ）とも発音される。
1960年代と1980年代に発行されたアメリカ国立標準技術研究所 (NIST) によるメートル法接頭語の発音ガイドによって、アメリカ合衆国においては「ジガ」の発音も正式なものとされている。「バック・トゥ・ザ・フューチャーシリーズ」では、共同脚本家であるボブ・ゲイルのミスにより "giga" が "jigo" と表記されており、発音も「ギガ」や「ジガ」ではなく「ジゴ」となっていることが知られている。日本語の翻訳（吹き替え）においても「ギガ」に訂正されることなく「ジゴ」として扱われている。
アメリカの作家ケビン・セルフによれば、ギガは1920年代に国際電気標準会議（IEC）のドイツ代表によって提案されたが、その際に、ドイツの詩人クリスティアン・モルゲンシュテルンの詩集 Galgenlieder 第3版（1908年）の一節を提示していた。これは、ドイツ語による「固いg」(/ɡ/)で発音することが意図されていたことを示唆している。ケビン・セルフは、「柔らかいg」(/dʒ/)による発音がいつから行われるようになったかを確認できなかったが、1995年の時点で「固いg」に戻ったと主張している。
音声学者ジョン・C・ウェルズがイギリス人を対象に1998年に行った調査では、gigabyte（ギガバイト）の "gi" を、84 %が/ɡɪ/（ギ）、9 %が/dʒɪ/（ジ）、1 %が/dʒaɪ/（ジャイ）と発音した。

## 強電や送電に関係する「ギガ」
- ギガワット (GW) - 発電所・発電プラント。日本ではギガワットはあまり使われずにテレビや新聞などでは「100万キロワット」（kW、「㌔㍗」などと組文字であることが多い）と表記されることが多い。

## 情報工学やITにおける使用法
情報工学やITの分野において、SI接頭語「ギガ」は、国際単位系 (SI) の定めに従い1,000,000,000(= 109)倍（= 1000 (103) メガ）を示す場合と、国際規格などで定められていない俗習として1,073,741,824 (= 230) 倍（= 1024 (210) メビ）を表す場合がある。
この曖昧さを回避するため、1,073,741,824 (= 230) 倍を示す接頭語として、国際規格（IEC 80000-13）にてSI接頭語と区別できる2進接頭辞「ギビ」(gibi、 記号: Gi) が定められているが、「ギビバイト」(gibibyte、記号: GiB) や「ギビビット」(gibibit、記号: Gibit,Gib) などの単位は、あまり用いられていない。
また、国際単位系 (SI) 第8版（2006年）にて、ギガやその他のSI接頭語を決して2のべき乗を表すために用いてはならないと定めているが、大手IT企業であるマイクロソフトなどが、未だ国際単位系 (SI) の定めに完全には従っておらず、2のべき乗を表す用法も混在する状況は解決されていない。なお、macOSでは、Mac OS X Leopard以前は2のべき乗（1024倍）が用いられていたが、2009年公開のMac OS X Snow Leopard以降は10の整数乗（1000倍）を用いたストレージ容量やファイルサイズ表示に変更された。

### コンピュータやスマートフォンの販売店やユーザに使われる一般的な「ギガ」
- ギガビット毎秒 (Gbit/s) - コンピュータネットワークの帯域幅など。1 Gbit/s = 1000000000bit/s
- ギガヘルツ (GHz) - CPUのクロック周波数など。1 GHz = 1000000000Hz
- ギガバイト (GB) - クラウドストレージやシリコンディスク、ハードディスク、USBメモリ、SDカード、DVD、Blu-ray Disc、内蔵メモリなど記憶媒体の容量や、ファイルサイズを表すのに用いられる。国際単位系 (SI) の定めに従う場合[注 2][注 4]、 1 GB = 1000000000バイト
  - 上の用法から転じて、スマートフォンなどを用いる際、月極でデータ通信量の上限が決まっている契約形態において、月のデータ通信量の上限に近くなった状況を「ギガが減る」[11][12]、上限に達して通信速度が低下した状況を「ギガがない」などという表現を使用する者がいる[11]。この用法は、「パケ死」という表現と入れ替わるようにして用いられるようになった[12]。なお、auやIIJなどの大手通信会社の通信管理用アプリなどでは、データ残量と表示される[13][14]。

## SI接頭語
| 接頭語             | 記号 | 10n   | 十進数表記  | 漢数字表記  | short scale   | メートル法への導入年 | 国際単位系における制定年 |
| ------------------ | ---- | ----- | ----------- | ----------- | ------------- | -------------------- | ------------------------ |
| クエタ（quetta）   | Q    | 1030  | 1000        | 百穣        | nonillion     | －                   | 2022年                   |
| ロナ（ronna）      | R    | 1027  | 1000        | 千𥝱        | octillion     | －                   | 2022年                   |
| ヨタ（yotta）      | Y    | 1024  | 1000        | 一𥝱        | septillion    | －                   | 1991年                   |
| ゼタ（zetta）      | Z    | 1021  | 1000        | 十垓        | sextillion    | －                   | 1991年                   |
| エクサ（exa）      | E    | 1018  | 1000        | 百京        | quintillion   | －                   | 1975年                   |
| ペタ（peta）       | P    | 1015  | 1000        | 千兆        | quadrillion   | －                   | 1975年                   |
| テラ（tera）       | T    | 1012  | 1000        | 一兆        | trillion      | －                   | 1960年                   |
| ギガ（giga）       | G    | 109   | 1000        | 十億        | billion       | －                   | 1960年                   |
| メガ（mega）       | M    | 106   | 1000        | 百万        | million       | 1874年               | 1960年                   |
| キロ（kilo）       | k    | 103   | 1000        | 千          | thousand      | 1795年               | 1960年                   |
| ヘクト（hecto）    | h    | 102   | 100         | 百          | hundred       | 1795年               | 1960年                   |
| デカ（deca）       | da   | 101   | 10          | 十          | ten           | 1795年               | 1960年                   |
|                    |      | 100   | 1           | 一          | one           |                      |                          |
| デシ（deci）       | d    | 10−1  | 0.1         | 一分        | tenth         | 1795年               | 1960年                   |
| センチ（centi）    | c    | 10−2  | 0.01        | 一厘        | hundredth     | 1795年               | 1960年                   |
| ミリ（milli）      | m    | 10−3  | 0.001       | 一毛        | thousandth    | 1795年               | 1960年                   |
| マイクロ（micro）  | μ    | 10−6  | 0.000001    | 一微        | millionth     | 1874年               | 1960年                   |
| ナノ（nano）       | n    | 10−9  | 0.000000001 | 一塵        | billionth     | －                   | 1960年                   |
| ピコ（pico）       | p    | 10−12 | 0.000000001 | 一漠        | trillionth    | －                   | 1960年                   |
| フェムト（femto）  | f    | 10−15 | 0.000000001 | 一須臾      | quadrillionth | －                   | 1964年                   |
| アト（atto）       | a    | 10−18 | 0.000000001 | 一刹那      | quintillionth | －                   | 1964年                   |
| ゼプト（zepto）    | z    | 10−21 | 0.000000001 | 一清浄      | sextillionth  | －                   | 1991年                   |
| ヨクト（yocto）    | y    | 10−24 | 0.000000001 |             | septillionth  | －                   | 1991年                   |
| ロント（ronto）    | r    | 10−27 | 0.000000001 | octillionth | 2022年        | －                   |                          |
| クエクト（quecto） | q    | 10−30 | 0.000000001 | nonillionth | 2022年        | －                   |                          |